# Brownea cauliflora
Brownea cauliflora là một loài thực vật có hoa trong họ Đậu. Loài này được Poepp. & Endl. miêu tả khoa học đầu tiên.